# Отура (Гранада)
Отура (ісп. Otura) — муніципалітет в Іспанії, у складі автономної спільноти Андалусія, у провінції Гранада. Населення — 6598 осіб (2010).
Муніципалітет розташований на відстані близько 370 км на південь від Мадрида, 9 км на південь від Гранади.

## Демографія
Динаміка населення (INE ):

## Галерея зображень

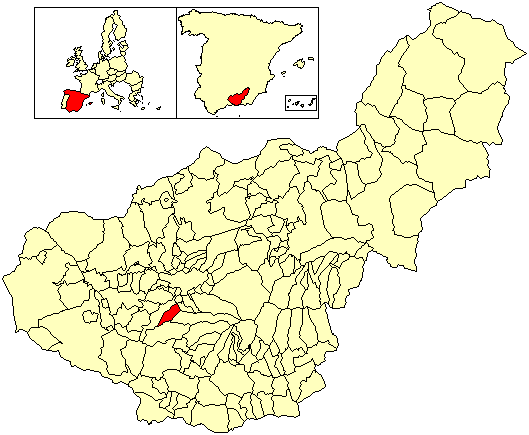
Розташування муніципалітету Отура у провінції Гранада